# بياباني بالا (باقران)
بياباني بالا (بالفارسية: بیابانی بالا) هي مستوطنة تقع في إيران في قسم باقران الريفي.